# 김소영 (방송인)
김소영(金素英, 1987년 10월 22일 ~ )은 대한민국의 방송사인 MBC의 아나운서를 지낸 프리랜서 아나운서이다.

## 학력
- 의정부신곡초등학교 (졸업)
- 신곡중학교 (졸업)
- 의정부여자고등학교 (졸업)
- 연세대학교 사회학과 (졸업)

## 경력
- 2010년 ~ 2012년 OBS 아나운서
- 2012년 ~ 2017년 MBC 아나운서
- 2014년 제6회 전국동시지방선거 공명선거 홍보대사
- 2014년 제5회 비만예방의 날 홍보대사

## 진행 (사내 활동)

### OBS
| 연도 | 방송사 | 프로그램              | 진행 기간                         | 비고 |
| ---- | ------ | --------------------- | --------------------------------- | ---- |
| 2011 | OBS    | 갱생버라이어티 하바나 | 2011년 10월 8일 ~ 2012년 3월 17일 |      |

### MBC
| 연도 | 방송사     | 프로그램                     | 진행 기간                           | 비고   |
| ---- | ---------- | ---------------------------- | ----------------------------------- | ------ |
| 2012 | MBC        | 희망특강 파랑새              | 2012년 4월 16일 ~ 2012년 5월 29일   |        |
| 2012 | MBC        | MBC 3시 경제뉴스             | 2012년 10월 8일 ~ 2013년 3월 15일   |        |
| 2012 | MBC        | TV 속의 TV                   | 2012년 11월 9일 ~ 2013년 2월 24일   |        |
| 2013 | MBC        | MBC 뉴스데스크               | 2013년 3월 23일 ~ 2013년 11월 17일  | 주말   |
| 2013 | MBC        | MBC 뉴스데스크               | 2013년 11월 18일 ~ 2014년 5월 9일   | 평일   |
| 2013 | MBC FM4U   | 비포 선 라이즈               | 2013년 3월 25일 ~ 2013년 8월 30일   |        |
| 2013 | MBC FM4U   | 영화음악                     | 2013년 9월 2일 ~ 2013년 12월 2일    |        |
| 2014 | MBC        | MBC 생활뉴스                 | 2014년 7월 7일 ~ 2014년 12월 30일   |        |
| 2014 | MBC 표준FM | 잠 못 드는 이유 김소영입니다 | 2014년 11월 18일 ~ 2015년 11월 16일 |        |
| 2015 | MBC        | MBC 뉴스 24                  | 2015년 1월 1일 ~ 2015년 11월 6일    |        |
| 2015 | MBC        | 통일전망대                   | 2015년 6월 2일 ~ 2016년 4월 4일     |        |
| 2015 | MBC        | MBC 뉴스투데이               | 2015년 11월 9일 ~ 2016년 10월 7일   |        |
| 2024 | MBC 표준FM | 라디오 북클럽 김소영입니다   | 2024년 4월 7일 ~ 2025년 3월 16일    | 일요일 |

## 아나운서 외 활동

### 드라마

#### MBC 퇴사 전
- 2015년 MBC 일일 특별기획 《아름다운 당신》 ... 라디오 프로그램 DJ 역 (특별출연)

#### MBC 퇴사 후
- 2018년 tvN 수목드라마 《하늘에서 내리는 일억 개의 별》 ... 프로그램 진행자 역 (특별출연)
- 2020년 JTBC 금토드라마 《이태원 클라쓰》 ... 라디오 DJ 역 (특별출연)
- 2021년 OCN 토일드라마 《경이로운 소문》 ... 대담 프로그램 진행자 역 (특별출연)

### 예능

#### MBC 퇴사 전
- 2015년 MBC 《미스터리 음악쇼 복면가왕》 - 비 내리는 호남선
- 2016년 MBC 《마이 리틀 텔레비전》

#### MBC 퇴사 후
- 2017년 tvN 《신혼일기 2》
- 2018년 KBS2 《슈퍼맨이 돌아왔다》 - 나레이션(with 오상진)
- 2018년 SBS 플러스 《남자다움, 그게뭔데?》 - 고정 MC
- 2018년 tvN 《인생술집》
- 2019년 tvN 《서울메이트 3》
- 2019년 KBS2 《옥탑방의 문제아들》 - 게스트(with 오상진)
- 2019년, 2020년 O'live 《프리한마켓10》
- 2022년 10월10일-: SBS 《동상이몽2》- 고정출연(with 배우자 오상진+장녀 오수아)[1]
- 2023년 MBC 《구해줘! 홈즈》 - 인턴 코디(with 오상진)

### 시사교양

#### MBC 퇴사 후
- 2018년 11월16일-: KBS1 《거리의 만찬》[2]
- 2020년-: TVN-《프리한 닥터》 보관됨 2023-01-13 - 웨이백 머신

### 영화

#### MBC 퇴사 전
- 2015년 《더 폰》 ... 라디오 DJ(목소리) 역